# Ken Foree
Kentotis Alvin Foree, més conegut com a Ken Foree, (Indianapolis, 29 de febrer de 1948) és un actor estatunidenc.

## Biografia
Després d'un petit paper en la comèdia Bingo (1976), Ken Foree obté el que és sens dubte el seu paper més famós interpretant el personatge de Peter en la pel·lícula El despertar dels zombis (1978) de George A. Romero.
L'actor a continuació ha tingut nombrosos papers en pel·lícules fantàstiques, esdevenint una petita icona del cinema de por. Ha  participat sobretot a les pel·lícules The Texas Chainsaw Massacre 3 (1990), El Dentista (1996) i The Devil's Rejects (2005). Ha fet igualment un cameo en el remake de la pel·lícula Zombie L'exèrcit dels morts (2004).

## Filmografia

### Cinema
- 1976:  The Bingo Long Traveling All-Stars & Motor Kings : Honey, Potter's Goon
- 1978: El despertar dels zombis (Dawn of the Dead): Peter
- 1979: The Wanderers: esportista negre
- 1979: The Fish That Saved Pittsburgh: jugador de Pittsburgh Python
- 1981: Els cavallers de la moto (Knightriders): Little John
- 1986:  Jo Jo Dancer, Your Life Is Calling  de Richard Pryor: Big Joke
- 1986: From Beyond: Buford 'Bubba' Brownlee
- 1987: Terror Squad: Diputat Brown
- 1989: True Blood: Det. Charlie Gates
- 1989: Phantom of the Mall: Eric's Revenge : Acardi
- 1989: Death Spa: Marvin
- 1990: Down the Drain: Buckley
- 1990: The Texas Chainsaw Massacre 3: Benny
- 1990: Without You I'm Nothing: Emcee
- 1990: Taking Care of Business d'Arthur Hiller: J.B.
- 1991: Hangfire: Billy
- 1991: Diplomatic Immunity: Del Roy Gaines
- 1991: Night of the Warrior: Oliver
- 1993: Fugida mortal (Joshua Tree): Eddie Turner
- 1995: Sleepstalker: Detectiu Rolands
- 1996: El dentista (The Dentist) de Brian Yuzna: Detectiu Gibbs
- 2004: The Devil's Due at Midnight (vídeo): Byron Estils
- 2004: Dawn of the Dead:  Teleevangelista
- 2005: Els renegats del diable (The Devil's Rejects): Charlie Altamont
- 2006: Devil's Den: Leonard
- 2007: Black Santa's Revenge: Black Santa
- 2007: Splatter Disco: Shank Chubb
- 2007: Halloween: Big Joe Grizzley
- 2007: Brotherhood of Blood: Stanis
- 2008: Dead Bones: The Bartender
- 2009: Zona of the Dead: Agent Mortimer Reyes
- 2011: Aigua per a elefants: Earl
- 2013: The Lords of Salem: Herman Jackson

### Telefilms
- 1980: The Golden Moment: Any Olympic Love Story
- 1980: A Rumor of War:  M.P.
- 1981: Terror Among Us: Presoner
- 1981: Elvis and the Beauty Queen: Boxejar
- 1981: Born to Be Sold: Man
- 1985: Command 5: Controlador aire
- 1986: Northstar:  Astronauta negre
- 1988: Glitz: Moose
- 1990: Fatal Charm: Willy
- 1991: The Heroes of Desert Storm: Sgt. Leroy Ford
- 1991: A Mother's Justice: Warren Thurlow
- 1992: Final Shot: The Hank Gathers Story: Primer Entrenador
- 2000: Two Heads Are Better Than None: Roger Rockmore

### Sèries de televisió
- 1994: Viper: Harley Trueblood
- Agència tots riscos: Peces deslligades
- X-Files (temporada 3 Episodi 5): Vincent Parmelly
- 1996-2000 Kenan i Kel (sèrie TV): Roger Rockmore